# يائير غونزاليس
يائير غونزاليس (بالإسبانية: Yair González)‏ هو لاعب كرة قدم أرجنتيني في مركز الوسط، ولد في 21 مارس 2002 في الأرجنتين. لعب مع تشاكاريتا جيونيورز.

## وصلات خارجية
- يائير غونزاليس على موقع قاعدة بيانات كرة القدم.إي يو (الإنجليزية)
- يائير غونزاليس على موقع Soccerway.com (الإنجليزية)